# Śledząc
Śledząc (tytuł oryg. Following) – brytyjski thriller neo-noir z 1998 w reżyserii Christophera Nolana. Film był pełnometrażowym debiutem reżysera.
Bohaterem filmu jest początkujący pisarz, który śledzi nieznanych sobie ludzi. Jeden z nich, włamywacz Cobb, zorientowawszy się, że jest śledzony, nawiązuje kontakt z bohaterem. Znajomość ta wciąga pisarza w kryminalną intrygę.
Film Nolana należy do nurtu neo-noir, na co wskazuje m.in. skomplikowana fabuła, zaprezentowana w formie epizodów, w urywanej, niechronologicznej narracji oraz obecność postaci femme fatale.

## Obsada
- Jeremy Theobald jako Bill
- Alex Haw jako Cobb
- Lucy Russell jako Blondynka